# Temple mormon de Las Vegas
Le temple mormon de Las Vegas est un temple de l’Église de Jésus-Christ des saints des derniers jours situé à Las Vegas, dans l’État du Nevada, aux États-Unis. Il a été inauguré le 16 décembre 1989.